# Nohèdes
Nohèdes (catalansk: Noedes) er en by og kommune i departementet Pyrénées-Orientales i Sydfrankrig.

## Geografi
Nohèdes ligger 60 km vest for Perpignan. Nærmeste by er mod øst Conat (9 km).

## Demografi

### Udvikling i folketal
| 1962                                                              | 1968 | 1975 | 1982 | 1990 | 1999 | 2007 | 2012 | 2017 |
| ----------------------------------------------------------------- | ---- | ---- | ---- | ---- | ---- | ---- | ---- | ---- |
| 28                                                                | 21   | 23   | 26   | 55   | 62   | 71   | 65   | 63   |
| Tal fra og med 1962 er uden dobbelttælling (sans doubles comptes) |      |      |      |      |      |      |      |      |